# Acura RL
L'Acura RL est un modèle sorti en 1996 remplaçant l'Acura Legend. Elle est diffusée au Japon (et a un temps été importée en Europe) sous le nom de Honda Legend.

## Seconde génération (2005-2012)
Le modèle 2005 est équipé du SH-AWD, une transmission intégrale capable non seulement de répartir le couple entre les trains avant et arrière, mais aussi entre les deux roues arrière (celle à l'extérieur du virage).